# Agrupación Deportiva Arganda
L'Agrupación Deportiva Arganda és un club de futbol amb seu a Arganda del Rey, Comunitat de Madrid, Espanya. El club va ser fundat el 1964 i disputa els seus partits com a local a l'Estadi Municipal d'Arganda inaugurat el 1980 per substituir el Camp de Las Cañas. Des de la seva fundació, el club ha passat gran part de la seva trajectòria en les Categories Regional i Preferent del futbol madrileny, amb esporàdiques participacions en la Tercera Divisió en què ha participat 8 temporades. El 2009, el club va tornar a Tercera Divisió després de 24 anys.